# Kostel svatého Václava (Řestoky)
Kostel svatého Václava v Řestokách na Chrudimsku je filiální kostel v římskokatolické farnosti Chrast u Chrudimě. Kostel je chráněn jako kulturní památka.

## Historie
Existence řestockého kostela je doložena k roku 1115, kdy patřil kladrubskému klášteru. Gotické jádro stavby pochází ze třináctého století, ale dochovaná podoba je výsledkem barokních a pozdějších úprav.

## Architektura
Jednolodní kostel má pravoúhlý presbytář, k němuž na severní straně přiléhá sakristie. V západním průčelí stojí hranolová věž s křížovou klenbou v podvěží. V plochostropé lodi se nachází dřevěná kruchta. Přesbytář je od lodi oddělen hrotitým vítězným obloukem a překlenut jedním polem křížové klenby s klínovými žebry s jehlancovými konzolami a terčovým svorníkem. V severní stěně se nachází sanktuář a barokní portálek do sakristie, v níž je použita valená klenba s výsečemi.

## Galerie

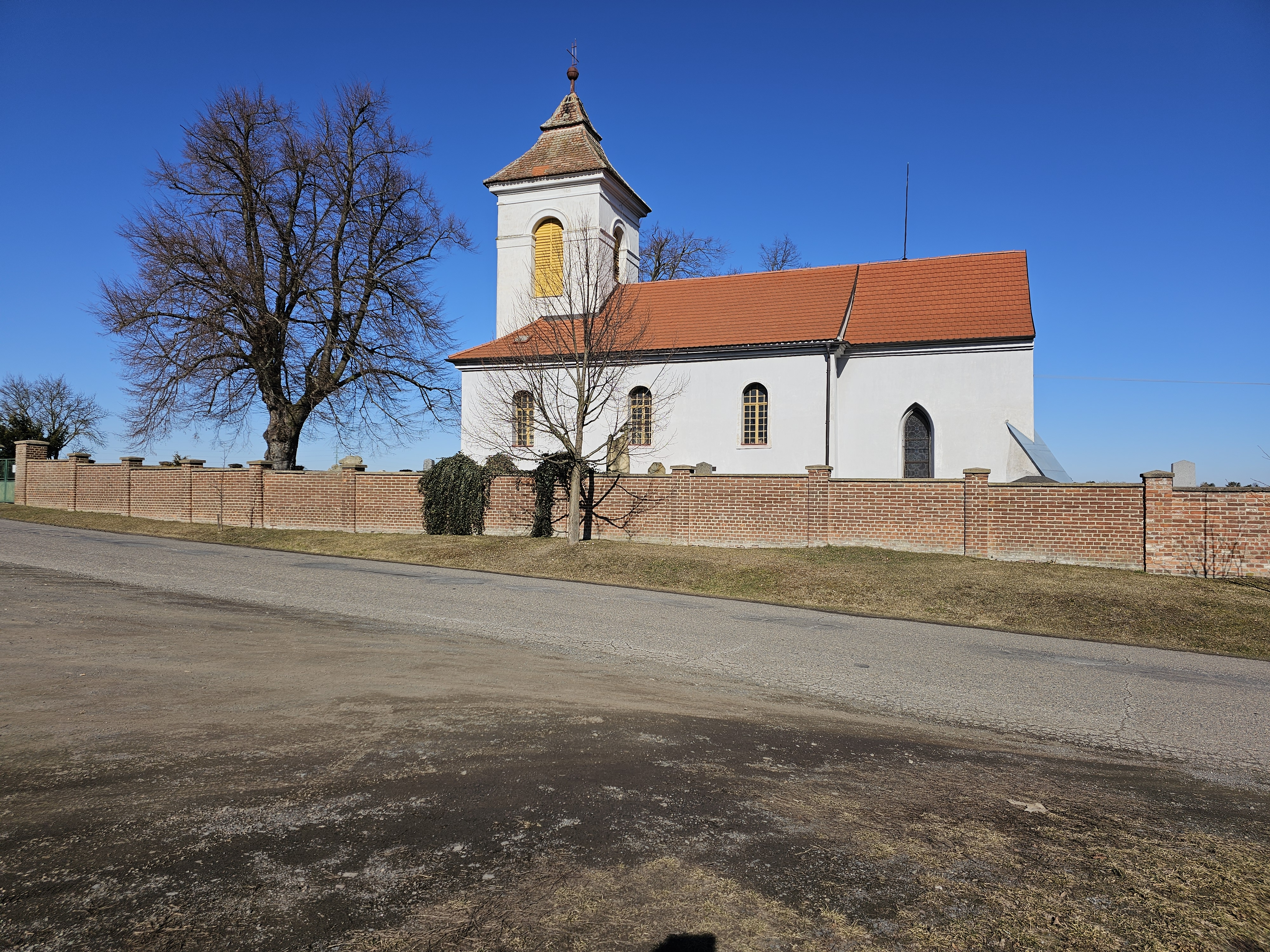
kostel svatého Václava v Řestokách - stav 2025
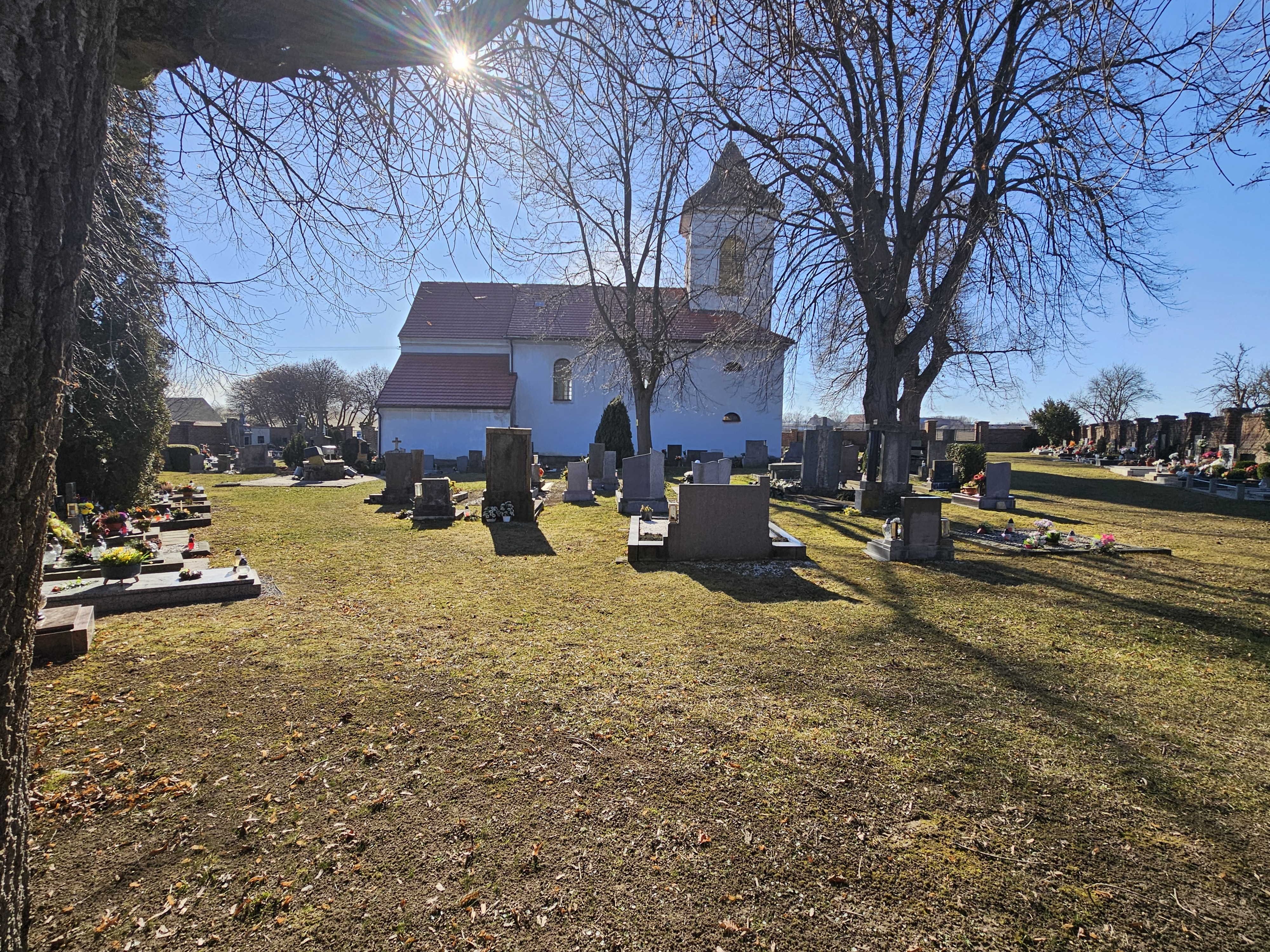
kostel svatého Václava v Řestokách - stav 2025
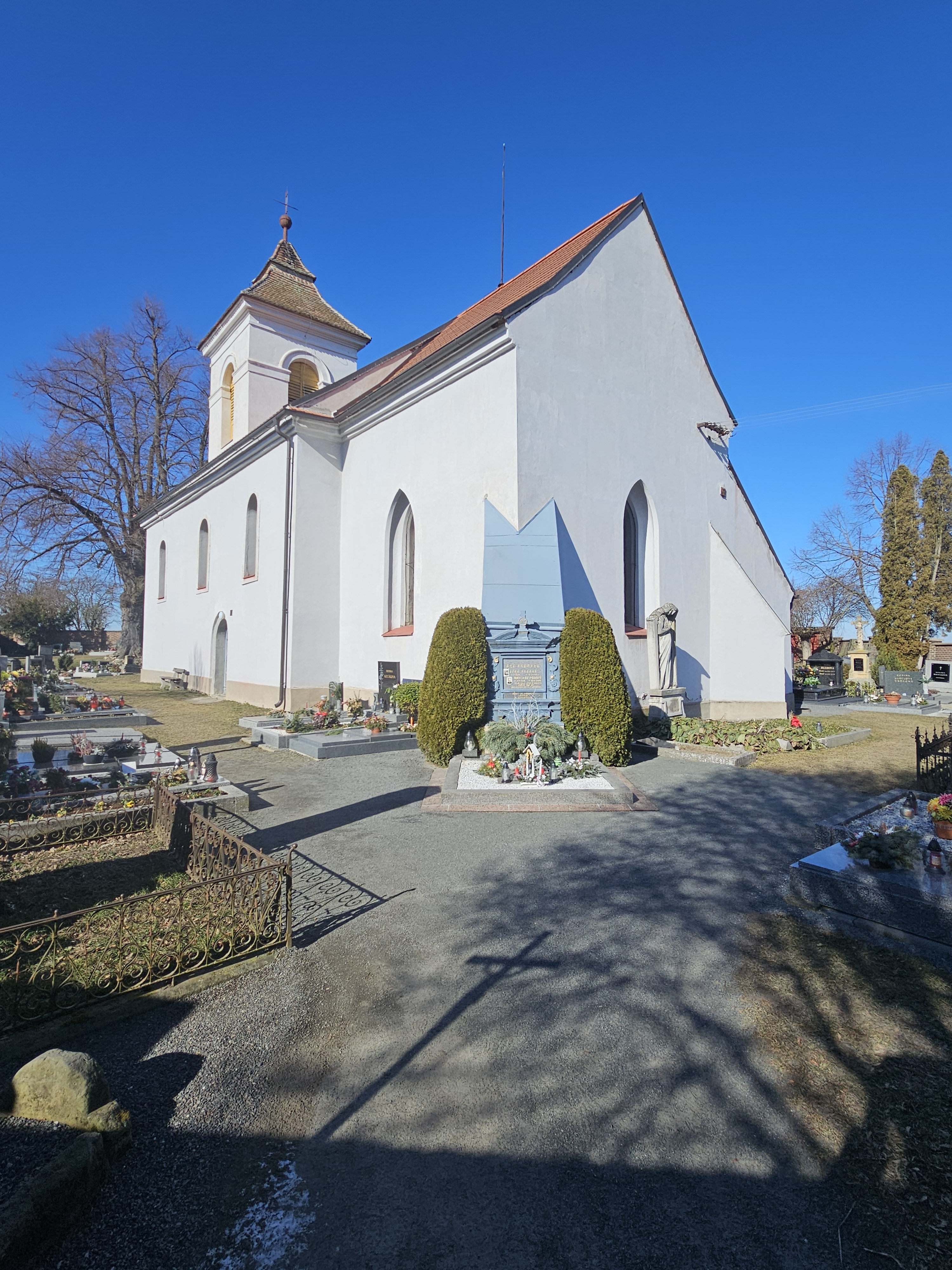
presbytář kostela svatého Václava v Řestokách - stav 2025
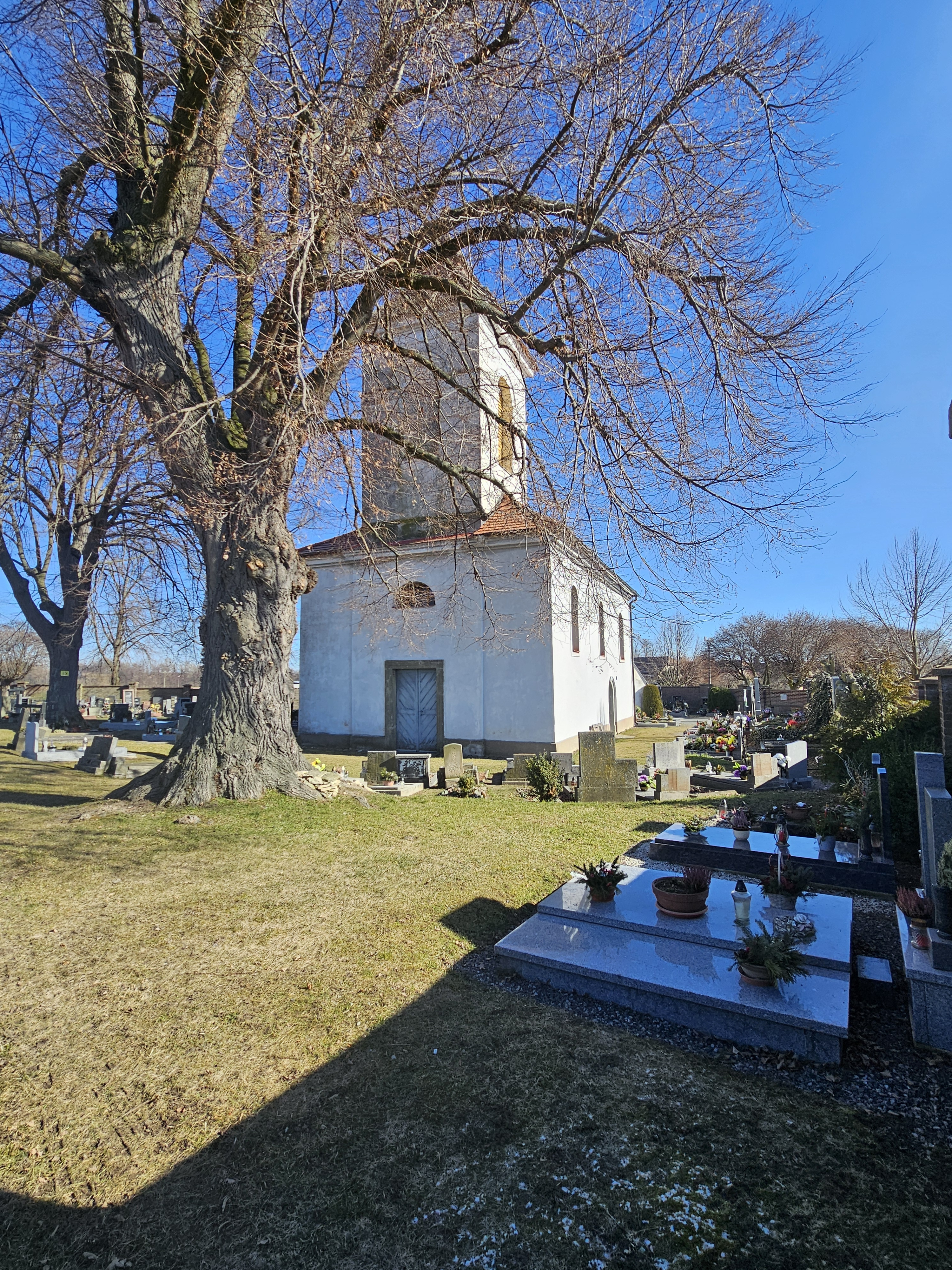
průčelí kostela svatého Václava v Řestokách - stav 2025